# تميز معلوماتي
التميز المعلوماتي هو قدرة أي مؤسسة على استخدام المعلومات بطريقة مثالية لتحقيق مزاياها التنافسية الخاصة. وبالنظر إلى تقديم المعلومات كعملية موجهة لصالح العملاء فيما يتعلق بأداء الأعمال، فإن التميز يعني قدرة مُقدِم المعلومة (المذيع) على مناقشة معلومات العملاء من أجل توفير معرفة أفضل وتلبية متطلبات العملاء ذات الصلة بالمعلومات على النحو الأمثل. ومن منظور معلومات العميل، يهدف التميز المعلوماتي إلى تمكين العميل من تحديد احتياجاته المعلوماتية بدقة واستمرار في إطار اختيار مقدم المعلومات القادر على تلبية تلك الاحتياجات.

## الحافز والخلفية
يتطلب اقتصاد مجتمع المعلومات السائد في القرن الحادي والعشرين، قيام الأفراد في معظم الصناعات بإجراء تفاعلات معقدة على نحو متزايد عند التخطيط لأعمالهم وادارتها. وبمرور الوقت، يتحول الأفراد بشكل متزايد إلى عمال للمعرفة حيث يتعين عليهم التعامل مع التغيرات الهائلة في المجتمع باستخدام كميات كبيرة من المعلومات. ولذلك تزداد أهمية توافر المعلومات عالية الجودة من أجل الحفاظ على جودة العمليات التجارية الحيوية لأنها تتيح للأفراد المنخرطين في العمليات إمكانية اتخاذ القرارات الصائبة وتنفيذ الإجراءات المناسبة. ومن ثّم، يتضمن المصطلح «التميز المعلوماتي» جميع التدابير التي تتخذها أية شركة كي تساهم في زيادة جودة البيانات للوصول إلى التميز التجاري. وتشير الجودة هنا إلى مدى ترابط المعلومات على كلٍ من مستوى المنظمة ومستوى الفرد في مواقف محددة داخل المنظمة وعملياتها.

## المتطلبات
تتضمن الأدوات المستخدمة للحصول على معلومات كلاً من التميز على مستوى المنظمة وثقافة الشركة التي يتم الالتزام بها أيضًا في تطبيق نموذج المؤسسة الأوروبية لإدارة الجودة (EFQM). ويرتبط الهدف الشامل لعملية توجيه العميل بكل من سياسة المعلومات الداخلية والخارجية للمنظمة، بحيث تتطابق تلك السياسة مع مصالح عملائها من خلال المعلومات، وكل هذا بهدف قياس خدمة المعلومات في شركتك والعمل على تطويرها لتواكب احتياجات عملائك. ومن أجل التنفيذ الفعال لهذه التدابير بشكلٍ مفيدٍ وتنفيذ أنظمة تكنولوجيا المعلومات الحديثة، فإنه يجب تطوير بنية المعلومات المحددة للقواعد التي يمكن على أساسها تبادل المحتوى بين الموفرين والعملاء. وفي مجال أنظمة تكنولوجيا المعلومات، يلعب التميز المعلوماتي دورًا هامًا في تنفيذ إجراءات دلالية معينة.

## وصلات خارجية
- "Information on the way to excellence"[وصلة مكسورة]
- "Information Excellence Blog"
- "The next revolution in interactions"[وصلة مكسورة]